# Psaliodes marmorata
Psaliodes marmorata là một loài bướm đêm trong họ Geometridae.